# Metropolija Sherbrooke
Metropolija Sherbrooke je rimskokatoliška metropolija s sedežem v Sherbrooku (Kanada); ustanovljena je bila leta 1951.
Metropolija zajema naslednje (nad)škofije:
- nadškofija Sherbrooke,
- škofija Nicolet in
- škofija Saint-Hyacinthe.

## Metropoliti
- Philippe Servulo Desranleau (2. marec 1951-28. maj 1952)
- Georges Cabana (28. maj 1952-7. februar 1967)
- Jean-Marie Fortier (20. april 1968-1. julij 1996)
- André Gaumond (1. julij 1996-danes)